# 100% No Modern Talking
100% No Modern Talking je první EP australského electro housového dua Knife Party. Bylo vydáno 12. prosince 2011 zdarma ke stažení pro fanoušky na Facebooku a SoundCloudu. Také bylo možné si jej koupit na BeatPortu a iTunes. Z počátku mělo album obsahovat singl Back to the Z-List, ale ten byl později nahrazen singlem Destroy Them with Lazers, protože se už skupině přestal líbit. Název alba naráží na skutečnost, že se v albu nevyskytují žádné mluvící zvuky, typcké pro současné dubstepové skladby.

## Seznam skladeb
| Pořadí         | Název                    | Délka |
| -------------- | ------------------------ | ----- |
| 1.             | Internet Friends         | 5:01  |
| 2.             | Destroy Them with Lazers | 4:56  |
| 3.             | Tourniquet               | 5:17  |
| 4.             | Fire Hive                | 4:38  |
| Celková délka: | Celková délka:           | 19:52 |